# ويندوز 10
ويندوز 10 (بالإنجليزية: Windows 10)، هو إصدار من نظام تشغيل الحواسيب ويندوز، والتي انتجه شركة مايكروسوفت، تم الإعلان عنه في 30 سبتمبر 2014، وتم إصداره في 29 يوليو 2015.
صرح أحد المطورون أن هذا الإصدار سيكون الإصدار الرئيس الأخير لنظام مايكروسوفت ويندوز حيث يستلم تحديثات صغيرة عبر ويندوز أبديت، حتى تم إصدار ويندوز 11 وصرحت مايكروسوفت بأن تصريح المطور لم يكن رسميًا.

## ميزات

### توافق الأجهزة
تم تصميم ويندوز 10 للعمل على مختلف أنواع الأجهزة من حواسيب المكتبية ومحمولة ولوحية والهواتف الذكية وأجهزة إنترنت الأشياء.
يدعم ويندوز 10 مايكروسوفت ستور موحد عبر جميع الأجهزة المشغلة لويندوز على غرار آب ستور.
صرح تيري مايرسون، نائب الرئيس التنفيذي لأنظمة تشغيل مايكروسوفت:
ستكون هناك طريقة واحدة لكتابة التطبيق، ومتجر واحد، وطريقة واحدة لاكتشاف التطبيقات وشرائها وتحديثها في جميع هذه الأجهزة.

### قائمة بدء
نظام ويندوز 10 تم إرجاع قائمة بدء بواجهة مترو بعد إزالتها من ويندوز 8/ويندوز 8.1.
يمكن البحث من داخل قائمة بدء مباشرةً للبحث عن تطبيقات وأدوات ونتائج عبر الإنترنت من خلال المساعدة الشخصية كورتانا مع حفظ عمليات البحث السابقة.

### عرض المهام
تم تقديم ميزة عرض المهام (بالإنجليزية: Task View) للتنقل بين النوافذ المفتوحة والتطبيقات المستخدمة.

### النسخ واللصق في موجه الأوامر
في الإصدارات القديمة من ويندوز تطلب النسخ واللصق في موجه الأوامر أثناء عملية النسخ واللصق الوصول لبعض الإعدادات أولًا لتمكين النسخ واللصق، في ويندوز 10 تم تمكين اختصارات النسخ واللصق افتراضيًا.

### برنامج ويندوز إنسايدر
ويندوز إنسايدر هو برنامج مفتوح للانضمام لتجربة الإصدارات التجريبية من ويندوز قبل صدورها للعامة، حيث يتم التقديم فيها ميزات جديدة قد تكون غير مستقرة للتجربة ومشاركة الملحوظات.
كورتانا
أعلنت مايكروسوفت أن أجهزة ويندوز 10 ستزود بالمساعِدة كورتانا، وهي مساعِدة شخصية توفر الوصول لمعلومات عبر التفاعل بالصوت أو الكتابة.

## مايكروسوفت إيدج
صرحت مايكروسوفت أن ويندوز 10 مزود بمتصفح جديد مختلف عن إنترنت إكسبلورر لتصفح الويب يحمل الاسم مايكروسوفت إيدج، يحمل المتصفح الجديد عدد من الميزات الجديدة مثل حفظ الملاحظات على صفحات الويب ومشاركتها مع الأصدقاء والهاتف المحمول، كما يتيح للمستخدم نمط لعرض صفحات الويب في تصميم مناسب للقراءة، أصدر في يوليو 2015.[بحاجة لمصدر]
حُدِّث متصفح مايكروسوفت ايدج في عام 2020 ليصبح مبنيًا على نواة كروميوم حيث تم تحديث واجهة المستخدم وصرحت الشركة إمكانية تنزيل الملحقات من سوق كروم الإلكتروني واحتواء المتصفح على المزيد من خيارات التحكم في البيانات وحماية الخصوصية عبر الإنترنت.

## متطلبات النظام[16]
- المعالج: 1 غيغاهرتز أو معالج أسرع أو نظام على رقاقة.
- ذاكرة الوصول العشوائي: 1 جيجابايت لإصدار 32-بت أو 2 جيجابايت لإصدار 64-بت.
- مساحة القرص الثابت: 16 جيجابايت لنظام تشغيل 32-بت أو 20 غيغابايت لنظام تشغيل 64-بت.
- بطاقة الرسومات: دايركت إكس 9 أو إصدار أحدث مع برنامج تشغيل WDDM 1.0.
- جهاز عرض 600×800.
- تتطلب بعض الميزات حساب مايكروسوفت والوصول إلى الإنترنت.

## ترقية مجانية
أعلنت مايكروسوفت عن توفر ترقية مجانية إلى ويندوز 10 خلال عام من إطلاق نظام التشغيل رسميًا لمستخدمي أجهزة ويندوز 7 وويندوز 8 وويندوز 8.1 وهواتف ويندوز فون 8.1 بشرط تنشيط الأجهزة قانونيًا دون اللجوء إلى أدوات كسر الحماية.
بالرغم من صلاحية الترقية التي مدتها عام (حتى 29 يوليو 2016)، استمرت إمكانية الترقية إلى ويندوز 10 مجانًا حتى أواخر عام 2023 بإغلاق مايكروسوفت ثغرة الترقية المجانية.[بحاجة لمصدر]

## نسخة الهواتف الذكية
تجريبي
قامت شركة مايكروسوفت بإطلاق النسخة التجريبية من ويندوز 10 موبايل لبعض الهواتف الذكية التي تعمل بنظام ويندوز فون 8.1 في فبراير 2015،[بحاجة لمصدر] وهي هواتف:
- نوكيا لوميا 530
- نوكيا لوميا 730
- نوكيا لوميا 930
- مايكروسوفت لوميا 640XL
- نوكيا لوميا 630/635

## تاريخ الصدور
تم إصدار ويندوز 10 للحواسيب في 29 يوليو 2015 بينما إصدار ويندوز فون للأجهزة المحمولة في 17 مارس 2016.

## وصلات خارجية
- الموقع الرسمي